# Дамяно Дамяни
Дамяно Дамяни (на италиански: Damiano Damiani) е италиански филмов режисьор. 

## Биография
Дамяно Дамяни е роден в Пазиано ди Порденоне, Фриули. Учи живопис в Академията за изящни изкуства „Брера“ в Милано (Академия за изящни изкуства). Работата му в киното започва през 1946 г., първо като художник, а след това като помощник-режисьор.
През 1947 г. дебютира с документалния филм „Бизнес група“. През 1960 г. работи като сценарист на първия си игрален филм „Червилото“. Филмът „Остров Артуро“, заснет от Дамяни през 1962 г., печели наградата „Златна мида“ на Международния филмов фестивал в Сан Себастиан. И двата филма са част от психологическата трилогия „Червилото“, „Наемният убиец“, „Остров Артуро“, базирана на романа със същото име от Елса Моранте. 
1960-те години на са златното десетилетие на Дамяни. Той е високо оценен от критиците а филмите му се радват на успешен боксофис. През 1966 г. ръководи заснемането на един от първите и най-известните спагети уестърни „Куршум за генерала“. През 1968 г. се появява серията филми „Денят на совата“ (основан на роман на Леонардо Шаша), в който социалната критика често свързана с връзките между политиката и престъпността, е смесена с вълнуващи истории. Неговият филм „Изповедта на полицейски инспектор пред прокурора на републиката“ (1971) печели златна награда на 7-ия Международен филмов фестивал в Москва. През 1973 г. Дамяни дебютира като актьор, играейки Джовани Атестала в „Убийството на Матеоти“, режисиран от Флорестано Ванчини. През 1984 г. режисира една от най-известните италиански телевизионни сериали „Октопод“. Сериалът описва модерната италианска мафия и нейното участие в политиката. 
През 2013 г.  умира на 90-годишна възраст от дихателна недостатъчност.

## Избрана филмография

### Режисьор
| година | филм                                                            | оригинално заглавие                                                      | бележки   |
| ------ | --------------------------------------------------------------- | ------------------------------------------------------------------------ | --------- |
| 1960   | Червилото                                                       | Il rossetto                                                              |           |
| 1961   | Наемният убиец                                                  | Il sicario                                                               |           |
| 1962   | Остров Артуро                                                   | L’isola di Arturo                                                        |           |
| 1963   | Срещата                                                         | La rimpatriata                                                           |           |
| 1966   | Кой знае?                                                       | El Chuncho, quien sabe?                                                  |           |
| 1966   | Влюбената вещица                                                | La Strega in amore                                                       |           |
| 1968   | Денят на совата                                                 | l Giorno della civetta                                                   |           |
| 1968   | Сложно момиче                                                   | Una Ragazza piuttosto complicata                                         |           |
| 1970   | Най-красивата съпруга                                           | La Moglie piu bella                                                      |           |
| 1971   | Следствието приключи, забравете                                 | L' Istruttoria e chiusa: dimentichi                                      |           |
| 1971   | Изповедта на полицейски инспектор пред прокурора на републиката | Confessione di un commissario di polizia al procuratore della repubblica |           |
| 1972   | Гиролимони, чудовището на Рим                                   | Girolimoni, il mostro di Roma                                            |           |
| 1977   | Аз се страхувам                                                 | Io ho paura                                                              |           |
| 1980   | Един мъж на колене                                              | Un Uomo in ginocchio                                                     |           |
| 1982   | Амитивил 2: Обладаването                                        | Amityville II: The Possession                                            |           |
| 1984   | Октопод                                                         | La Piovra                                                                | ТВ сериал |
| 1986   | Разследването                                                   | L' Inchiesta                                                             |           |
| 2002   | Убийство в деня на празника                                     | Assassini dei giorni di festa                                            |           |